# Clemsonklasse
De Clemsonklasse was een serie van 156 torpedobootjagers die dienden in de Amerikaanse marine van kort na de Eerste Wereldoorlog tot tijdens de Tweede Wereldoorlog.

## Beschrijving

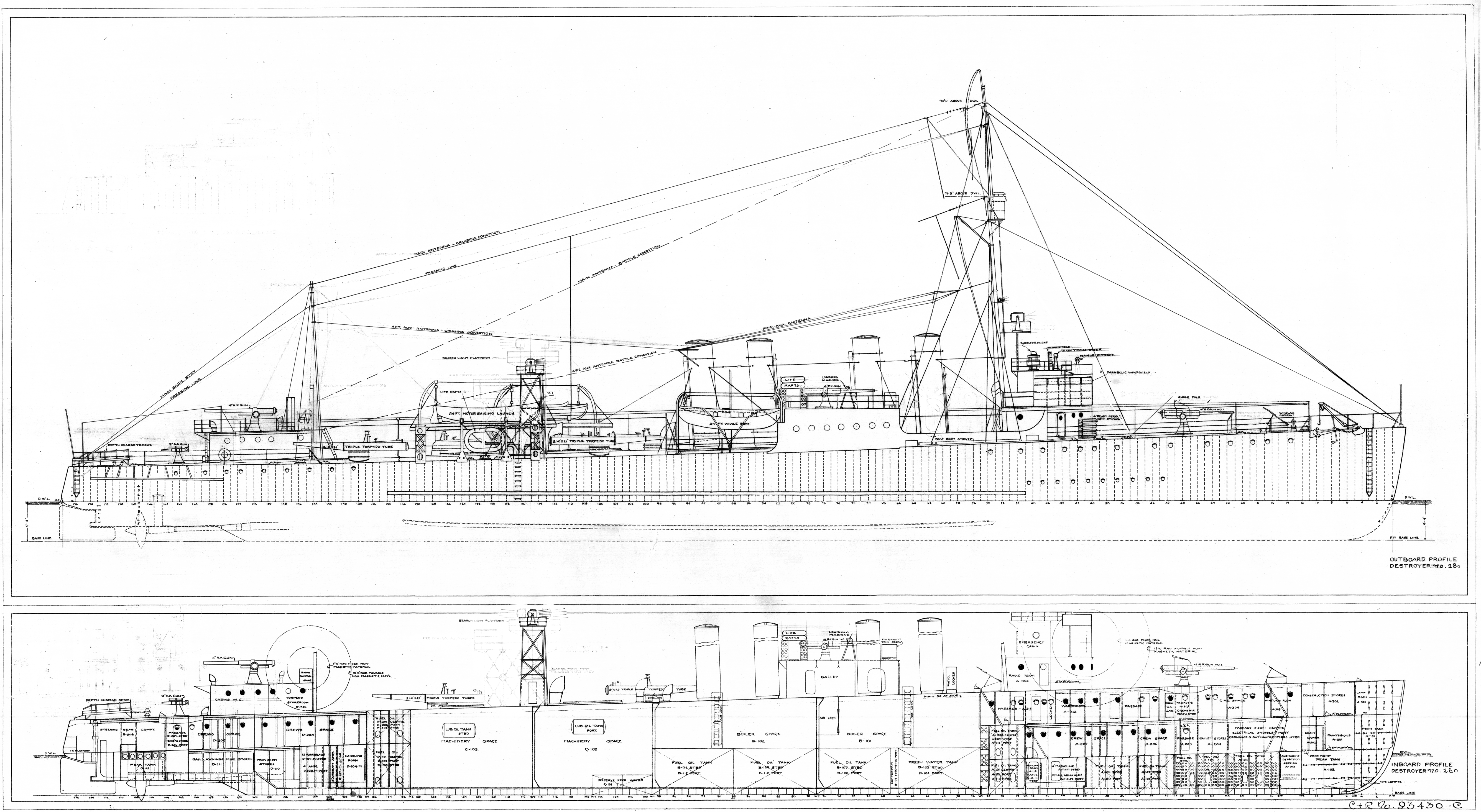
Tekening Clemsonklasse schip

De schepen van de Clemsonklasse werden tussen 1919 en 1922 in dienst genomen door de Amerikaanse marine. De schepen zijn gebouwd door de scheepswerven New York Shipbuilding Company en van de Bethlehem Steel Corporation.
De Clemsonklasse was een herontwerp van de Wickesklasse. Bij het ontwerp werd meer rekening gehouden met de bestrijding van onderzeeboten. De Wickesklasse was minder wendbaar en bij de Clemsonklasse werd dit verbeterd door een groter roer te gebruiken. Verder werd het bereik vergroot. De schepen kregen extra brandstoftanks waarmee het actieradius werd verhoogd tot 4.900 zeemijl. Ze waren, net als de Wickesklasse, uitgerust met krachtige motoren en bereikten een snelheid van 35 knopen. Er werd nog overwogen om de schepen met een zwaarder kaliber kanon uit te rusten, 5-inch (127mm) in plaats van 4-inch (102mm). Slechts vijf schepen zijn hier daadwerkelijk mee uitgerust, de DD-231 tot en met DD-235. Het waren de laatste pre-WOII klasse van flushdeck torpedobootjagers gebouwd voor de VS.

## Geschiedenis
Veertien schepen waren betrokken bij het Honda Point Disaster in 1923 waarbij er zeven verloren gingen.
De meeste schepen hebben niet in een oorlog gediend. Als een gevolg van de London Naval Treaty werden zo'n 40 schepen van de klasse verschroot of verkocht.
Negentien schepen werden overgedragen aan de Britse marine in 1940 als onderdeel van het Destroyer for Bases Agreement waar ze onderdeel werden van de Townklasse. Andere schepen werden opgewaardeerd of omgebouwd tot snelle transportschepen of watervliegtuigtenders en dienden tijdens de Tweede Wereldoorlog.

## Schepen
| Romp no. | Scheepsnaam         | In dienst         | Uit dienst        | Lot                   | Noot |
| -------- | ------------------- | ----------------- | ----------------- | --------------------- | --- |
| DD186    | Clemson             | 19 december 1919  | 12 oktober 1945   | Verkocht              | Hergeclassificeerd AVP-17, APD-4, en APD-31 |
| DD187    | Dahlgren            | 6 januari 1920    | 12 december 1945  | Verkocht              | Hergeclassificeerd AG-91 |
| DD188    | Goldsborough        | 20 januari 1920   | 11 oktober 1945   | Gesloopt              | Hergeclassificeerd AVP-18, APD-5, APD-32 |
| DD189    | Semmes              | 21 februari 1920  | 2 juni 1946       | Gesloopt              | Hergeclassificeerd AG-24; Diende bij de Coast Guard als CG-20 |
| DD190    | Satterlee           | 23 december 1919  | 8 oktober 1940    | gezonken              | Diende bij de Royal Navy als HMS Belmont, gezonken 31 januari 1942 |
| DD191    | Mason               | 28 februari 1920  | 31 maart 1922     | gezonken              | Diende bij de Royal Navy als HMS Broadwater, getorpedeerd en gezonken door U-101 18 oktober 1941. Lt. John Stanley Parker, RNVR was de eerste Amerikaan die omkwam dienend bij de Royal Navy. |
| DD192    | Graham              | 13 maart 1920     | 31 maart 1922     | Gesloopt              | |
| DD193    | Abel P. Upshur      | 19 juli 1919      | 23 september 1940 | Gesloopt              | Diende bij de Coast Guard als CG-15 en Royal Navy als HMS Clare, Gesloopt 1945 |
| DD194    | Hunt                | 30 september 1920 | 8 oktober 1940    | Gesloopt              | Diende bij de Coast Guard als CG-18 en Royal Navy als HMS Broadway, Gesloopt 1947 |
| DD195    | Welborn C. Wood     | 14 januari 1921   | 9 september 1940  | Gesloopt              | Diende bij de Coast Guard als CG-19 en Royal Navy als HMS Chesterfield; Gesloopt 1947 |
| DD196    | George E. Badger    | 28 juli 1920      | 3 oktober 1945    | Gesloopt              | Hergeclassificeerd AVP-16, AVD-3, en APD-33; Diende bij de Coast Guard |
| DD197    | Branch              | 26 juli 1940      | 8 oktober 1940    | Gezonken              | Diende bij de Royal Navy als HMS Beverley, gezonken 9 april 1943 |
| DD198    | Herndon             | 14 september 1920 | 9 september 1940  | Gezonken              | Diende bij de Coast Guard als CG-17, Royal Navy als HMS Churchill, en Sovjet-Unie als Delatelnyi, gezonken 16 januari 1945                                                                    |
| DD199    | Dallas              | 29 oktober 1920   | 28 juli 1945      | Gesloopt              | Hernoemd Alexander Dallas in 1945 |
| DD206    | Chandler            | 5 september 1919  | 12 november 1945  | Verkocht              | Hergeclassificeerd DMS-9 |
| DD207    | Southard            | 24 september 1919 | 5 december 1945   | Gesloopt              | Hergeclassificeerd DMS-10 |
| DD208    | Hovey               | 24 september 1919 | 7 januari 1945    | Gezonken              | Hergeclassificeerd DMS-11 |
| DD209    | Long                | 20 oktober 1919   | 6 januari 1945    | Gezonken              | Hergeclassificeerd DMS-12 |
| DD210    | Broome              | 31 oktober 1919   | 20 mei 1946       | Gesloopt              | Hergeclassificeerd AG-96 |
| DD211    | Alden               | 24 november 1919  | 15 juli 1945      | Gesloopt              | |
| DD212    | Smith Thompson      | 10 december 1919  | 15 mei 1936       | Gezonken als doel     | Gezonken op 25 juli 1936 |
| DD213    | Barker              | 27 december 1919  | 18 juli 1945      | Verkocht              | |
| DD214    | Tracy               |                   | 19 januari 1946   | Gesloopt              | Hergeclassificeerd DM-19 |
| DD215    | Borie               | 24 maart 1920     | 2 november 1943   | Gezonken in actie     | Ging verloren na het rammen van een Duitse U-boot |
| DD216    | John D. Edwards     | 6 april 1920      | 28 juli 1945      | Gesloopt              | |
| DD217    | Whipple             | 23 april 1920     | 9 november 1945   | Gesloopt              | Hergeclassificeerd AG-117 |
| DD218    | Parrott             | 11 mei 1920       | 14 juni 1944      | Gesloopt              | |
| DD219    | Edsall              | 26 november 1920  | 1 maart 1942      | Gezonken in actie     | Gezonken tijdens de Slag in de Javazee |
| DD220    | MacLeish            | 2 augustus 1920   | 8 maart 1946      | Gesloopt              | Hergeclassificeerd AG-87 |
| DD221    | Simpson             | 3 november 1942   | mei 1946          | Gesloopt              | Hergeclassificeerd APD-27, AG-97 |
| DD222    | Bulmer              | 16 augustus 1920  | 16 augustus 1946  | Verkocht              | Hergeclassificeerd AG-86 |
| DD223    | McCormick           | 30 augustus 1920  | 4 oktober 1945    | Gesloopt              | Hergeclassificeerd AG-118 |
| DD224    | Stewart             | 20 september 1920 | 23 mei 1946       | gezonken als doel     | Veroverd door de Japanners tijdens WOII, in dienst bij Japanse Keizerlijke Marine voor hij heroverd werd door de VS                                                                           |
| DD225    | Pope                | 27 oktober 1920   | 1 maart 1942      | Gezonken in actie     | Gezonken tijdens de Slag in de Javazee |
| DD226    | Peary               | 22 oktober 1920   | 19 februari 1942  | Gezonken in actie     | Gezonken door Japanse vliegtuigen |
| DD227    | Pillsbury           | 15 december 1920  | 2 maart 1942      | Gezonken in actie     | Gezonken door Japanse kruisers |
| DD228    | John D. Ford        | 30 december 1920  | 2 december 1945   | Gesloopt              | Hergeclassificeerd AG-119 |
| DD229    | Truxtun             | 30 december 1920  | 18 februari 1942  | Gezonken              | Zonk nadat hij aan grond was gelopen bij Newfoundland |
| DD230    | Paul Jones          | 19 april 1921     | 5 november 1945   | Gesloopt              | Hergeclassificeerd AG-120 |
| DD231    | Hatfield            | 16 april 1920     | 13 december 1946  | Gesloopt              | Hergeclassificeerd AG-84 |
| DD232    | Brooks              | 18 juni 1920      | 2 augustus 1945   | Verkocht              | Hergeclassificeerd APD-10 |
| DD233    | Gilmer              | 18 juni 1920      | 5 februari 1946   | Gesloopt              | Hergeclassificeerd APD-11 |
| DD234    | Fox                 | 17 mei 1920       | 29 november 1945  | Gesloopt              | Hergeclassificeerd AG-85 |
| DD235    | Kane                |                   |                   | Gesloopt              | 1946 |
| DD236    | Humphreys           |                   |                   | Gesloopt              | 1946 |
| DD237    | McFarland           |                   |                   | Verkocht als schroot  | 1946 |
| DD238    | James K. Paulding   |                   |                   | Gesloopt              | 1936 |
| DD239    | Overton             |                   |                   | Verkocht als schroot  | 1945 |
| DD240    | Sturtevant          |                   |                   | Gezonken              | Door een VS mijnenveld 26 april 1942 |
| DD241    | Childs              |                   |                   | Verkocht              | 1946 |
| DD242    | King                |                   |                   | Verkocht voor schroot | 1946 |
| DD243    | Sands               |                   |                   | Verkocht voor schroot | 1946 |
| DD244    | Williamson          |                   |                   | Gesloopt              | 1948 |
| DD245    | Reuben James        | 24 september 1920 | 31 oktober 1941   | Gezonken in actie     | Gezonken door Duitse U-boten, tweede Amerikaanse marineverlies van WOII |
| DD246    | Bainbridge          |                   |                   | Verkocht              | 1945 |
| DD247    | Goff                |                   |                   | Gesloopt              | 1947 |
| DD248    | Barry               |                   |                   | gezonken in actie     | Door Japanse vliegtuigen, 21 juni 1945 |
| DD249    | Hopkins             |                   |                   | Verkocht voor schoort | 1946 |
| DD250    | Lawrence            |                   |                   | Verkocht              | 1946 |
| DD251    | Belknap             |                   |                   | Verkocht              | 1945 |
| DD252    | McCook              |                   |                   | Gezonken in actie     | als HMCS St. Croix 22 september 1943 |
| DD253    | McCalla             |                   |                   | Gezonken in actie     | als HMS Stanley 19 december 1941 |
| DD254    | Rodgers             |                   |                   | Gesloopt              | 1945 |
| DD255    | Osmond Ingram       |                   |                   | Verkocht voor schroot | 1946 |
| DD256    | Bancroft            |                   |                   | Overtollig verklaard  | als HMCS St. Francis 1945 |
| DD257    | Welles              |                   |                   | Gesloopt              | als HMS Cameron 1944 |
| DD258    | Aulick              |                   |                   | Gesloopt              | 1948 |
| DD259    | Turner              |                   |                   | Verkocht voor schroot | 1947 |
| DD260    | Gillis              |                   |                   | Verkocht voor schroot | 1946 |
| DD261    | Delphy              |                   |                   | beschadigd            | in de Honda Point disaster 08 september 1923 |
| DD262    | McDermut            |                   |                   | Verkocht              | 1932 |
| DD263    | Laub                |                   |                   | overgedragen          | aan VK 1940 |
| DD264    | McLanahan           |                   |                   | Gesloopt              | 1946 |
| DD265    | Edwards             |                   |                   | gesloopt              | 1943 |
| DD266    | Greene              |                   |                   | beschadigd            | in een tyfoon, gesloopt 1945 |
| DD267    | Ballard             |                   |                   | Verkocht              | 1946 |
| DD268    | Shubrick            |                   |                   | Gesloopt              | 1945 |
| DD269    | Bailey              |                   |                   | Gesloopt              | 1945 |
| DD270    | Thornton            |                   |                   | achtergelaten         | Gedoneerd aan Ryukyu Eilanden 1957 |
| DD271    | Morris              |                   |                   | Verkocht              | 1936 |
| DD272    | Tingey              |                   |                   | Gesloopt              | 1936 |
| DD273    | Swasey              |                   |                   | gesloopt              | 1941 |
| DD274    | Meade               |                   |                   | Gesloopt              | 1947 |
| DD275    | Sinclair            |                   |                   | Gesloopt              | 1935 |
| DD276    | McCawley            |                   |                   | Gesloopt              | 1931 |
| DD277    | Moody               |                   |                   | Verkocht en gezonken  | Verkocht aan MGM in 1931 voor maken van WOI film Hell Below. DD-277 werd aangepast om op een Duitse WOI destroyer te lijken en wer gezonken in 1933 door studio explosies.                    |
| DD278    | Henshaw             |                   |                   | Verkocht              | 1930 |
| DD279    | Meyer               |                   |                   | Verkocht              | 1932 |
| DD280    | Doyen               |                   |                   | Gesloopt              | 1930 |
| DD281    | Sharkey             |                   |                   | Verkocht voor schroot | 1931 |
| DD282    | Toucey              |                   |                   | Verkocht              | 1931 |
| DD283    | Breck               |                   |                   | Verkocht              | 1931 |
| DD284    | Isherwood           |                   |                   | Gesloopt              | 1934 |
| DD285    | Case                |                   |                   | Verkocht              | 1931 |
| DD286    | Lardner             |                   |                   | Verkocht voor schroot | 1931 |
| DD287    | Putnam              |                   |                   | Gesloopt              | 1931 |
| DD288    | Worden              |                   |                   | Verkocht voor schroot | 1931 |
| DD289    | Flusser             |                   |                   | Gesloopt              | 1930 |
| DD290    | Dale                |                   |                   | Verkocht              | 1931 |
| DD291    | Converse            |                   |                   | Verkocht              | 1931 |
| DD292    | Reid                |                   |                   | Verkocht voor schroot | 1931 |
| DD293    | Billingsley         |                   |                   | Verkocht              | 1931 |
| DD294    | Charles Ausburn     |                   |                   | Verkocht voor schroot | 1931 |
| DD295    | Osborne             |                   |                   | Verkocht voor schroot | 1931 |
| DD296    | Chauncey            |                   |                   | Beschadigd            | in de Honda Point disaster 08 september 1923 |
| DD297    | Fuller              |                   |                   | Beschadigd            | in de Honda Point disaster 08 september 1923 |
| DD298    | Percival            |                   |                   | Gesloopt              | 1931 |
| DD299    | John Francis Burnes |                   |                   | Gesloopt              | 1931 |
| DD300    | Farragut            |                   |                   | Gesloopt              | 1931 |
| DD301    | Somers              |                   |                   | Verkocht voor schroot | 1931 |
| DD302    | Stoddert            |                   |                   | Verkocht voor schroot | 1935 |
| DD303    | Reno                |                   |                   | Verkocht voor schroot | 1931 |
| DD304    | Farquhar            |                   |                   | Verkocht voor schroot | 1932 |
| DD305    | Thompson            |                   |                   | gezonken als doel     | februari 1944 |
| DD306    | Kennedy             |                   |                   | Verkocht voor schroot | 1932 |
| DD307    | Paul Hamilton       |                   |                   | Gesloopt              | 1931 |
| DD308    | William Jones       |                   |                   | Verkocht voor schroot | 1932 |
| DD309    | Woodbury            |                   |                   | beschadigd            | in de Honda Point disaster 08 september 1923 |
| DD310    | S. P. Lee           |                   |                   | Beschadigd            | in de Honda Point disaster 08 september 1923 |
| DD311    | Nicholas            |                   |                   | Beschadigd            | in de Honda Point disaster 08 september 1923 |
| DD312    | Young               |                   |                   | Beschadigd            | in de Honda Point disaster 08 september 1923 |
| DD313    | Zeilin              |                   |                   | Gesloopt              | |
| DD314    | Yarborough          |                   |                   | Gesloopt              | 1932 |
| DD315    | La Vallette         |                   |                   | Gesloopt              | 1931 |
| DD316    | Sloat               |                   |                   | gezonken als doel     | 26 juni 1935 |
| DD317    | Wood                |                   |                   | Verkocht voor schroot | 1930 |
| DD318    | Shirk               |                   |                   | Gesloopt              | 1931 |
| DD319    | Kidder              |                   |                   | Gesloopt              | 1930 |
| DD320    | Selfridge           |                   |                   | Gesloopt              | 1930 |
| DD321    | Marcus              |                   |                   | gezonken als doel     | 25 juni 1935 |
| DD322    | Mervine             |                   |                   | Gesloopt              | 1930 |
| DD323    | Chase               |                   |                   | Verkocht voor schroot | 1931 |
| DD324    | Robert Smith        |                   |                   | Verkocht voor schroot | 10 juni 1931 |
| DD325    | Mullany             |                   |                   | Verkocht voor schroot | 1931 |
| DD326    | Coghlan             |                   |                   | Verkocht voor schroot | 19 maart 1931 |
| DD327    | Preston             |                   |                   | Verkocht voor schroot | 23 augustus 1932 |
| DD328    | Lamson              |                   |                   | Verkocht voor schroot | 17 januari 1931 |
| DD329    | Bruce               |                   |                   | Verkocht voor schroot | 1932 |
| DD330    | Hull                |                   |                   | Verkocht voor schroot | 1931 |
| DD331    | Macdonough          |                   |                   | Verkocht voor schroot | 1930 |
| DD332    | Farenholt           |                   |                   | Verkocht voor schroot | 1930 |
| DD333    | Sumner              |                   |                   | Verkocht voor schroot | 1934 |
| DD334    | Corry               |                   |                   | Verkocht voor berging | 1930 |
| DD335    | Melvin              |                   |                   | Verkocht voor schroot | 1930 |
| DD336    | Litchfield          |                   |                   | Gesloopt              | 29 maart 1946 |
| DD337    | Zane                |                   |                   | Gesloopt              | 03 maart 1947 |
| DD338    | Wasmuth             |                   |                   | Gezonken in storm     | Pacific, 29 december 1942 |
| DD339    | Trever              |                   |                   | Gesloopt              | 1945 |
| DD340    | Perry               |                   |                   | gezonken in actie     | gezonken door Japanse mijn, 13 september 1944 |
| DD341    | Decatur             |                   |                   | Gesloopt              | 1945 |
| DD342    | Hulbert             | 27 oktober 1920   | 2 november 1945   | Gesloopt              | Hergeclassificeerd AVP-6 |
| DD343    | Noa                 | 15 februari 1921  | 12 september 1944 | gezonken              | Hergeclassificeerd APD-24. Gezonken na botsing |
| DD344    | William B. Preston  | 23 augustus 1920  | 6 december 1945   | Gesloopt              | Hergeclassificeerd AVP-20, AVD-7 |
| DD345    | Preble              | 19 maart 1920     | 7 december 1945   | Gesloopt              | Hergeclassificeerd DM-20, AG-99 |
| DD346    | Sicard              | 9 juni 1920       | 21 november 1945  | Gesloopt              | Hergeclassificeerd DM-21, AG-100 |
| DD347    | Pruitt              | 9 juni 1920       | 16 november 1945  | Gesloopt              | Hergeclassificeerd AG-101 |